# 178156 Borbála
178156 Borbála è un asteroide della fascia principale. Scoperto nel 2006, presenta un'orbita caratterizzata da un semiasse maggiore pari a 2,6329468 UA e da un'eccentricità di 0,0698593, inclinata di 14,24302° rispetto all'eclittica.
L'asteroide è dedicato a Borbála Ujhelyi, moglie del primo dei due scopritori.